# جورج كروفورد (سياسي أسترالي)
جورج كروفورد (بالإنجليزية: George Crawford)‏ هو سياسي أسترالي، ولد في 13 يناير 1926، وتوفي في 7 أغسطس 2012. حزبياً، نشط في حزب العمال الأسترالي. وقد انتخب عضو المجلس التشريعي الفيكتوري.